# Радунский замок
Радунский замок, также Замок королевы Боны, Шведский вал — бывший замок недалеко от Радуни (Вороновский район), остатки которого расположены на возвышенности среди заболоченной местности на берегу реки Радуньки на юго-восток от д. Городища.
От замка сохранились четырехугольные валы, размером 85 х 60 м. Площадка замка поднята на высоту до 8 м над долиной реки, валы имеют высоту 3-5 м. Замчище окружено рвом глубиной 2,5-3 м и шириной 6-8 м, размеры рва, вероятно, определены во время раскопок, ведь уже в XIX веке ров был практически засыпан. В юго-восточном угле волов до нашего времени виден вход, там находилась въездная башня-брама с подъемным мостом. Историки считали, что основу замковой защиты составлял комплекс деревянно-земляных укреплений. При раскопках был обнаружен культурный слой в 0,4-0,5 м. Ф. Покровский в книге «Археологическая карта Виленской губернии» (Вильно, 1893), писал, что внутри вала, по углам городища имеются невысокие возвышения, вероятно, остатки бывших построек, что подтверждается также богатством здесь кирпичных и кафельных обломков. Во время раскопок городища в то время были найдены старинные монеты, пика и особой формы железная секира, которая сохранялась в деревне Ютюны. Энциклопедия Великого Княжества Литовского уточняет, что археологами была найдена керамика XIV—XVII вв., глазурированный и терракотовый кафель, железные наконечники копий, топор, монеты XV—XVII вв. и др.
В XIV—XVII в. замок был великокняжеской владением. Покровский пишет, что по народному преданию, пересказанного здешним учителем, перед тем как уехать в Беловежскую пущу, в Радунском замке какое-то время жила королева Бона. Как было написано выше, на севере Лидского повета было несколько «замков королевы Боны».
20 октября 1536 года в присутствии великого князя литовского Сигизмунда I Старого было подписано соглашение о браке Барбары Радзивилл и Станислава Гаштольда.